# Cocești
Cocești falu Romániában, Fehér megyében.

## Fekvése
Felsővidra közelében fekvő település.

## Története
Coceşti korábban Felsővidra része volt, 1956 körül vált külön 170 lakossal.
1966-ban 179, 1977-ben 114, 1992-ben 93, 2002-ben pedig 81 román lakosa volt.